# 天山文学奖
天山文学奖是中华人民共和国新疆文学类的最高奖，是天山文艺奖的特别奖。天山文学奖每两年颁发一次。首届天山文学奖于2024年12月颁发，共有5部作品获奖。

## 沿革
天山文学奖设立以前，并没有专门的奖项针对以新疆为题材的文学作品。不过以新疆为题材的文学作品却获得包括鲁迅文学奖、茅盾文学奖、全国少数民族文学创作骏马奖在内的多个奖项。
在此背景下，2024年1月，中国人民政治协商会议新疆维吾尔自治区委员会第十三届二次会议文化艺术界和新闻出版界联组讨论中，作家、政协委员刘亮程提出“整合新疆各语种文学奖项，设立一项新疆的文学奖”的提议。于是由中国共产党新疆维吾尔自治区委员会部署，天山文学奖作为天山文艺奖的特别奖正式设立。2024年10月初，天山文学奖的主办方天山文学奖评奖办公室发布《关于征集首届天山文学奖参评作品的公告》，开始征集天山文学奖参评作品。征集阶段结束后，共有185部作品被公示。其中有20部参评作品入围终评，在首届天山文学奖评奖委员会13位评委的集中评审下，最终5部作品获首届天山文学奖。2024年12月20日，首届天山文学奖颁奖典礼在乌鲁木齐市新疆国际会展中心举办。

## 对象与范围
天山文学奖的设立是为了表彰以新疆为题材的文学作品，目的是“展现团结和谐、繁荣发展的美丽新疆，引领新疆题材文学创作不断向‘高峰’迈进。”
参评作品在体裁上不设限制。语言上以汉语、中国少数民族语言作品的国家通用语言（即汉语普通话和规范汉字）译本、其他语言作品的中文译本参评。另外，只有中国大陆出版机构出版的成书作品方能参选。首届天山文学奖参评作品有时间要求，即首次出版时间限制在2014年1月1日至2023年12月31日期间。

## 获奖及提名名单

### 第一届
| 作品名称                 | 体裁         | 作者                | 结果 |
| ------------------------ | ------------ | ------------------- | ---- |
| 《他人的篝火》           | 长篇小说     | 阿拉提·阿斯木       | 获奖 |
| 《阿娜河畔》             | 长篇小说     | 阿舍                | 获奖 |
| 《白水台》               | 长篇小说     | 叶尔克西·胡尔曼别克 | 获奖 |
| 《章德益诗选》           | 诗歌集       | 章德益              | 获奖 |
| 《周涛散文自选集》       | 散文集       | 周涛                | 获奖 |
| 《可可托海往事》         | 长篇小说     | 董立勃              | 提名 |
| 《我从未与世界如此和解》 | 诗歌集       | 吉尔                | 提名 |
| 《脐血之地》             | 中短篇小说集 | 李健                | 提名 |
| 《记一忘三二》           | 散文集       | 李娟                | 提名 |
| 《解忧牧场札记》         | 散文集       | 周智慧              | 提名 |

首届天山文学奖杰出贡献奖：王蒙